# Slatechuck Mountain
Slatechuck Mountain är ett berg i Kanada.   Det ligger i provinsen British Columbia, i den sydvästra delen av landet, 4 100 km väster om huvudstaden Ottawa. Toppen på Slatechuck Mountain är 944 meter över havet, eller 23 meter över den omgivande terrängen. Bredden vid basen är 0,06 km.
Terrängen runt Slatechuck Mountain är huvudsakligen kuperad. Trakten är glest befolkad. Närmaste större samhälle är Queen Charlotte, 9,9 km öster om Slatechuck Mountain. 
I omgivningarna runt Slatechuck Mountain växer i huvudsak barrskog.